# Ценогора
Ценогора (рос. Ценогора) — село в Лешуконському районі Архангельської області Російської Федерації.
Населення становить 375 осіб. Входить до складу муніципального утворення Ценогорське муніципальне утворення.

## Історія
Від 1937 року належить до Архангельської області.
Від 2004 року належить до муніципального утворення Ценогорське муніципальне утворення.

## Населення
| 2002 | 2010 | 2012 |
| ---- | ---- | ---- |
| 549  | ↘385 | ↘375 |